# Do Not Disturb
«No Molestar» —título original en inglés: «Do Not Disturb»— es el décimo episodio de la segunda temporada de la serie de televisión posapocalíptica y de horror Fear the Walking Dead. El guion estuvo escrito por Lauren Signorino y Michael McDonough dirigió el episodio, que se emitió por AMC el 4 de septiembre de 2016 en los Estados Unidos y en Latinoamérica.

## Trama
En un flashback muestra que el hotel mexicano organiza una boda cuando el padre de la novia muere de un ataque al corazón y se reanima. Elena, la gerente del hotel, encierra a todos los invitados en el salón de baile en un intento por evitar el brote. En el presente, Alicia logra escapar de los caminantes en su piso, y conoce a Elena, quien acepta ayudarla a encontrar a Madison y Strand.
Llegan a la planta baja del hotel, donde se enfrentan a los huéspedes sobrevivientes del hotel. Exigen las llaves de Elena al hotel a cambio de un pasaje seguro y su sobrino. Elena les da las llaves, pero los infectados las persiguen.
Alicia y Elena se refugian en una habitación cerrada, donde se reúnen con Madison y Strand. Mientras tanto, Travis y Chris viajan por el campo mexicano. Desconocido para Travis, Chris roba suministros de otro grupo de sobrevivientes.
Travis le enseña a Chris cómo conducir. Cuando acampan por la noche, se enfrentan al grupo del que Chris robó, quienes se revelan como estadounidenses que estaban en vacaciones de primavera cuando llegó el brote. Están interesados en reclutar a Travis y Chris en su grupo; A Chris le gusta, pero Travis no confía en ellos. Al día siguiente, se detienen en una granja para buscar suministros y se enfrentan al granjero que vive allí. El granjero le dispara a uno de los turistas en la pierna, lo que lleva a Chris a disparar y matar al granjero, para horror de Travis.

## Recepción

### Crítica
"Do Not Disturb" recibió críticas negativas de los críticos. En Rotten Tomatoes, obtuvo una calificación de 55%, con un puntaje promedio de 6.86 / 10 basado en 11 comentarios. El consenso del sitio dice, "" No molestar "gana terreno al enfocarse en la relación padre / hijo de Travis y Chris, pero también lucha por presentar con éxito un nuevo villano potencial a los procedimientos"
Matt Fowler of IGN le dio a "Do Not Disturb" a 7.4/10.0 una calificación de 7.4/10.0 que indica; "Fear the Walking Dead tiene algunas cosas buenas y más tranquilas relacionadas con el personaje y la familia, pero sus ritmos más grandes relacionados con la violencia están fallando, especialmente cuando se trata de una excesiva dependencia de los acantilados y las salvaciones fuera de la cámara. Es un truco trivial que The Walking Dead tardó mucho en llegar finalmente, así que es decepcionante ver este espectáculo tocar la vena tan temprano."

### Calificaciones
"Do Not Disturb" fue visto por 2,99 millones de televidentes en los Estados Unidos en la fecha de emisión original, por debajo del episodio anterior con una calificación de 3,66 millones